# Nachts, wenn die Leichen schreien
Nachts, wenn die Leichen schreien (Originaltitel: The Devil’s Rain) ist ein US-amerikanischer Horrorfilm von Robert Fuest aus dem Jahr 1975.

## Handlung
Mark Preston wartet mit seiner Mutter in einer stürmischen Nacht auf seinen Vater Steve. Als dieser aus dem Regen ankommt, hat er leere Augenhöhlen und sein Gesicht scheint zu zerfließen. Er stammelt etwas von einem Buch, von Corbis und Red Stone, danach schmilzt sein gesamter Körper wie Wachs vor den Augen von Mark und seiner Mutter. Die beiden können nicht glauben, was sie gesehen haben, und zweifeln nun, ob das wirklich der Vater war. Als kurz darauf der Wagen des Vaters vor der Tür hält, rennt Mark hinaus und sieht eine Voodoo-Puppe am Lenkrad, die seiner Mutter ähnelt. Im Haus wurde seine Mutter inzwischen entführt. Mark glaubt, dass Jonathan Corbis dahinter steckt, und entscheidet sich, diesen in Red Stone aufzusuchen, einer verlassenen Geisterstadt. Corbis ist der mysteriöse Anführer einer Satanssekte, der die Prestons bedrängt, ihm ein Buch auszuhändigen, welches sich seit rund 300 Jahren im Besitz der Familie befindet. In dem Buch befinden sich alle Namen der Anhänger der Sekte, die darin mit ihrem Blut unterschrieben haben, dass sie ihre Seele dem Teufel vermacht haben. Mark fährt in die verlassene Geisterstadt und trifft dort tatsächlich auf Corbis. Später wird er von Corbis und seinen Anhängern gefangen genommen.
Tom Preston und Julie Preston machen sich nun auf die Suche nach den verschwundenen Eltern. Als sie in der Geisterstadt ankommen, steuert ein Unbekannter im Auto ihres Vaters auf sie zu und flüchtet dann in ein Haus. Sie folgen ihm und als Tom ihn festhält, sieht Julie in dessen hohlen Augen zurück ins Jahr 1680: Aaronessa, die Frau von Martin Fyffe (einem Vorfahren von Mark Preston) hat das Buch gestohlen und die Satansanhänger verraten. Jonathan Corbis wird sofort auf den Scheiterhaufen geführt, wo dieser Martin Fyffe und seine Nachkommen für den Verrat verflucht. Entgegen der Zusicherung, dass ihnen nichts passieren würde, enden auch Fyffe und seine Frau auf dem Scheiterhaufen.
In der Zwischenzeit findet sich Mark in einem satanischen Ritual wieder, in dem Corbis zu einem Dämon mit Widderhörnern wird. Nach der Zeremonie hat auch Mark nur leere Augenhöhlen und ist einer von ihnen geworden.
Julie fährt zurück und wird von der Sekte entführt, während Tom zusammen mit Dr. Sam Richards die Geisterstadt erkundet. In einer Kirche finden sie ein Gefäß, in dem anscheinend Seelen gefangen sind und welches das „Wasser des Satans“ (im Original: devil’s rain) enthält. Nachdem Mark das Gefäß zerstört hat, wird das Wasser des Satans zum teuflischen Regen, der alle Anhänger wie Wachs schmelzen lässt. Tom nimmt die gerettete Julie in den Arm, kurz darauf verwandelt sich diese in Corbis.

## Hintergrund
- John Travolta, der zuvor nur in Fernsehproduktionen mitspielte, hat hier sein Spielfilmdebüt. Der kurze Auftritt seiner Figur bleibt im Film namenlos, wird jedoch im Abspann Danny genannt.
- Anton Szandor LaVey, Gründer der Church of Satan, wird als „technischer Berater“ des Films angegeben und hat eine kleine Gastrolle als Hohepriester.
- Im Vorspann werden Ausschnitte aus Gemälden von Hieronymus Bosch gezeigt.
- Kinostart in den Vereinigten Staaten war im Juli 1975, im Jahr 1978 fand eine Wiederaufführung statt. In Deutschland kam der Film am 27. April 1979 unter dem Titel Nachts, wenn die Leichen schreien in die Kinos, später wurde der Titel in Nachts, wenn die Zombies schreien geändert. Auf Videokassette wurde er auch unter dem Titel Devil’s Rain – Verflucht in alle Ewigkeit veröffentlicht.[1]

## Kritiken
„Läppisch geschriebene und inszenierte Horrorstory ohne Gespür für das Genre. Kaum Mittelmaß.“

## Auszeichnungen
Ida Lupino gewann als beste Nebendarstellerin 1976 die Golden Scroll der Academy of Science Fiction, Fantasy & Horror Films.